# Juan Fernando López
Juan Fernando López (El Quetzal, San Marcos, Guatemala, 30 de abril de 1962) es un político y empresario guatemalteco. Es el actual alcalde de Quetzaltenango y fue reelecto en las Elecciones municipales de Guatemala de 2023.
Fue electo alcalde por primera vez en 2019, siendo su tercer intento en la política. En 2011 se presentó como candidato a la alcaldía por la Municipalidad de Quetzaltenango por el partido Líder. Luego, en 2015, fue electo diputado por ese distrito por el partido UCN, aunque no pudo asumir su cargo por ser contratista del Estado.

## Carrera pública
Conocido popularmente como "JF", llegó a Quetzaltenango en 1981 para desarrollarse en los ámbitos profesional y estudiantil.  
Su carrera como empresario comenzó en la ciudad en el 2000 con la creación de la constructora «JF Bienes Raíces y Construcciones». Empezó a ganar popularidad en los municipios y comunidades cercanas, brindando apoyo económico y social a personas de escasos recursos en zonas precarias y subdesarrolladas. Además, fue reconocido públicamente por su rol como presidente del club de fútbol local Xelajú Mario Camposeco, cargo que desempeñó entre 2008 y 2010. 
Posteriormente incursionó en la política, siendo elegido alcalde de Quetzaltenango en su tercera postulación electoral.

### Polémicas
- Juan Fernando se ha visto involucrado en diversas polémicas desde su postulación a la alcaldía de Quetzaltenango, por la aparición de datos públicos que hasta el momento se desconocían.[4] Se adujo su cargo como contratista del Estado en 2015 mientras ganó una curul en el Congreso de la República de Guatemala. Se intentó impedir su elección como alcalde en 2020, por su supuesto cargo como contratista en ese momento. Se le adjudicó haber obtenido un contrato de 32 millones de quetzales, por medio de su empresa «JF Bienes Raíces y Construcciones», para la construcción y mantenimiento de nichos del Cementerio General de la ciudad de Quetzaltenango. Sin embargo, en septiembre de 2019, el concejo municipal de ese entonces decidió rescindir el contrato, medida que le benefició para asumir como alcalde.

- En 2020, durante su primer año de gestión, fue envuelto en polémica debido al Plan de Ordenamiento Territorial (POT)[5] y a la negativa de que este fuese aplicado en las zonas comunitarias del Valle de Palajunoj.[6] Los pobladores de El Llano del Pinal bloquearon el paso hacia el basurero municipal, ubicado en el caserío Las Majadas, desde el 1 de marzo de 2022 hasta noviembre de ese año, como protesta por una promesa de campaña incumplida.

- También fue señalado por la tala de árboles en ciertas zonas de la ciudad. En noviembre de 2023, fue denunciado por los vecinos del parque Benito Juárez, haciendo que "JF" se presentara ante el Ministerio Público para que se investigara el caso de la tala de árboles en dicho parque de la ciudad de Quetzaltenango.[7] El 6 de junio de 2024, se le retiró la inmunidad[8] por la denuncia interpuesta por los vecinos del citado parque y es investigado por «ecocidio».

- En enero de 2024, a pocos días de haber tomado posesión de su reelección como alcalde, se vio nuevamente involucrado en un escándalo con los recién electos concejales de oposición. Durante la primera sesión del concejo municipal, el 16 de enero, y tal como lo establece el Código Municipal, los concejales denunciaron múltiples anomalías vistas en la primera reunión. Alegaron que se les imponían las comisiones de Transporte y Mercados, las cuales no eran áreas de su experiencia, y que no se escucharon sus propuestas para trabajar en la comisión de Urbanismo y Ordenamiento Territorial (POT), aludiendo que "JF" decidió asignar las responsabilidades sin una discusión previa. Esto desencadenó una serie de rivalidades entre "JF" y sus concejales y los concejales de SBX «Sacándole Brillo a Xela». Estas diferencias derivaron en una serie de denuncias[9] por ambas[10] partes.

- Mientras sucedían estas disputas, "JF" viajó a la India[11] en una gira de trabajo, acompañado por embajadores de ese país. Su viaje fue adjudicado a una visita al sistema de teleférico de Udan Khatola en Haridwar, junto a Wendel Rodas, de «Lakshmi Capital», donde compartió con personal técnico y administrativo. Según Antonio Uluán, director interino de Comunicación Social de la comuna, el concejo municipal de Quetzaltenango habría aprobado el pago de viáticos para el alcalde, contemplando boleto, hospedaje y alimentación. También visitó Israel.[12]

- El 15 de marzo de 2024, "JF" fue nombrado secretario departamental[13] de Quetzaltenango por el partido UNE, conocido por su vínculo con la política Sandra Torres. La reunión se llevó a cabo en un restaurante en las afueras de la ciudad con la presencia de diputados, el jefe y subjefe de bancada, el vicepresidente del Parlacen e integrantes del Comité Ejecutivo Nacional. En 2019, recién electo alcalde, también se le vinculó a Torres al expresar su apoyo en caso de que ella ganara la presidencia, lo que implicó el rechazo automático del presidente electo Alejandro Giammattei.[14]

## Vida personal
Juan Fernando es originario de El Quetzal, San Marcos. Ha declarado su amor por la ciudad de Quetzaltenango, donde vive desde 1981. Ha sido conocido en esa ciudad por su poder adquisitivo, desde antes de incursionar en la política, además de por su gestión en múltiples obras sociales. La más recordada fue el graderío sur del Estadio Mario Camposeco, que fue gestionado por "JF". También es recordado por haber llevado a un subcampeonato al Xelajú Mario Camposeco en la final del Torneo Clausura 2010 contra Municipal, siendo recordada esa plantilla como una de las más costosas en la historia del club. 
Está casado con Ángela Marina Escobar, con quien tiene cinco hijos. Uno de ellos, Darwin López, fue candidato a Diputado por Quetzaltenango por el Partido Humanista en las Elecciones de Guatemala de 2023.
Es dueño de múltiples condominios en la ciudad de Quetzaltenango y propiedades fuera del departamento. Además es propietario de los negocios «Farmacias J.F.», «JF Bienes Raíces y Construcciones» y «JF Productora Agrícola y Agropecuaria».